# سو مرز
سو مرز (انگلیسی: Sue Merz؛ زادهٔ ۱۰ آوریل ۱۹۷۲) بازیکن هاکی روی یخ اهل ایالات متحده آمریکا بود.